# Amphilochus tropicus
Amphilochus tropicus är en kräftdjursart. Amphilochus tropicus ingår i släktet Amphilochus och familjen Amphilochidae. Inga underarter finns listade i Catalogue of Life.